# Хайнрих III фон Райнек
Хайнрих III фон Райнек (на немски: Heinrich III von Rheineck; * пр. 1368; † сл. 1390/сл. 1410) е бургграф на замък Райнек на Рейн при Брайзиг в Рейнланд-Пфалц.

## Произход
Той е син на бургграф Йохан III фон Райнек († сл. 1356) и втората му съпруга Маргарета фон Хамерщайн († сл. 1335), дъщеря на бургграф Лудвиг IV фон Хамерщайн, бургграф на Райнек († сл. 1312) и Катарина фон Мероде († сл. 1302).
Фамилията „фон Райнек“ измира през 1539 г.

## Фамилия
Хайнрих III фон Райнек се жени на 27 юни 1382 г. за Ирмезинда фон Томберг (* ок. 1364; † сл. 1382), дъщеря на Фридрих фон Томберг, господар на Ландскрон († 1420/1422) и Кунигунда фон Зинциг-Ландскрон († сл. 1374). Те имат три деца:
- Йохан V фон Райнек (* пр. 1404; † сл. 1423), бургграф na Райнек, женен пр. 1421 г. за Катарина фон Даун († сл. 1499)
- Хайнрих фон Райнек (* пр. 1415; † 1489)
- Кунигунда фон Райнек (* пр. 1417/сл. 1428; † ?)